# Anel Husić
Anel Husić (* 1. März 2003 in Yverdon-les-Bains) ist ein schweizerisch-bosnischer Fussballspieler. Der Verteidiger steht in Kroatien bei HNK Rijeka unter Vertrag und ist ehemaliger Schweizer Juniorennationalspieler.

## Spielerkarriere

### Im Verein
Husić stammt aus dem Waadtländer Yverdon-les-Bains und hält neben der Schweizer auch die bosnische Staatsbürgerschaft. Er begann beim lokalen Yverdon Sport FC mit dem Fussballspielen, ehe er in die Jugendabteilung des FC Lausanne-Sport wechselte. Dort durchlief er im Anschluss die Jugendmannschaften und debütierte im August 2019 in der zweiten Mannschaft des Vereins in der viertklassigen 1. Liga. Im Sommer 2021 erhielt er seinen ersten Profivertrag und wurde in den Kader der Profimannschaft aufgenommen, die in die Super League aufgestiegen war. Dort konnte sich auf Anhieb als Stammspieler in der Verteidigung durchsetzen. Mit der Mannschaft stieg er am Saisonende zunächst wieder in die zweitklassige Challenge League ab, konnte dort aber in der anschliessenden Saison 2022/23 den direkten Wiederaufstieg erreichen.
Im Februar 2024 verliess er die Lausanner und wechselte zum amtierenden Meister BSC Young Boys, bei dem er einen Dreijahresvertrag bis Sommer 2027 unterzeichnete. Mit der Mannschaft bestritt er bis zum Saisonende sieben Ligaspiele und gewann die Schweizer Meisterschaft. In der folgenden Spielzeit 2024/25 kam er bis zur Winterpause mit neun Einsätzen ebenfalls nur auf eine einstellige Anzahl an Ligaspielen für die Young Boys. Im Februar 2025 verlieh ihn der Verein daraufhin für den Rest der Saison an den türkischen Erstligisten Gaziantep FK, die von einer vereinbarten anschliessenden Kaufoption jedoch keinen Gebrauch machten.
Nach Ablauf der Leihe kehrte Husić im Sommer 2025 nicht mehr nach Bern zurück und schloss sich stattdessen in Kroatien dem amtierenden Double-Sieger HNK Rijeka an.

### Nationalmannschaft
Husić ist sowohl für Schweizer als auch für bosnische Auswahlmannschaften spielberechtigt. Im Herbst 2021 erhielt er erstmals eine Einladung des SFV für die Schweizer U21-Nationalmannschaft sowie gleichzeitig auch eine Einladung für die bosnische U21-Auswahl, woraufhin er sich für die Schweizer Mannschaft entschied. Bis September 2022 bestritt er für diese daraufhin insgesamt acht Spiele, wurde für die anschliessende U21-Europameisterschaft 2023 jedoch nicht mehr nominiert.